# Liste der Einträge im National Register of Historic Places im Gibson County (Tennessee)

Lage des Gibson Countys in Tennessee

Die Liste der Einträge im National Register of Historic Places im Gibson County in Tennessee führt die Bauwerke und historischen Stätten im Gibson County auf, die in das National Register of Historic Places aufgenommen wurden.

## Derzeitige Einträge
| [ 2 ] | Name                                    | Bild                     | Eintragsdatum        | Lage                                                                                        | Ort      | Beschreibung |
| ----- | --------------------------------------- | ------------------------ | -------------------- | ------------------------------------------------------------------------------------------- | -------- | ------------ |
| 1     | Bonds House                             |                          | 2010 ID-Nr. 10000473 | 204 South 19th Avenue 35° 49′ 6″ N, 88° 54′ 35″ W                                           | Humboldt |              |
| 2     | Browning House                          |                          | 1974 ID-Nr. 74001912 | Östlich von Milan an der Milan Army Ammunition Plant 35° 55′ 27″ N, 88° 43′ 10″ W           | Milan    |              |
| 3     | Dodson House                            |                          | 1982 ID-Nr. 82003969 | 119 North 17th Avenue 35° 49′ 14″ N, 88° 54′ 47″ W                                          | Humboldt |              |
| 4     | First Methodist Episcopal Church, South |                          | 2008 ID-Nr. 08000702 | 200 North 12th Avenue 35° 49′ 15″ N, 88° 55′ 8″ W                                           | Humboldt |              |
| 5     | Julius Freed House                      | Julius Freed House       | 1994 ID-Nr. 94000301 | Eaton Street westlich des Gibson County Courthouse 35° 58′ 49″ N, 88° 56′ 18″ W             | Trenton  |              |
| 6     | Gibson County Courthouse                | Gibson County Courthouse | 1976 ID-Nr. 76001777 | Court Square 35° 58′ 51″ N, 88° 56′ 29″ W                                                   | Trenton  |              |
| 7     | Gibson County Training School           |                          | 2012 ID-Nr. 12000117 | 1041 South Harris Street 35° 58′ 51″ N, 88° 56′ 29″ W                                       | Milan    |              |
| 8     | Medina City Hall                        |                          | 2004 ID-Nr. 04000674 | 115 2nd Street 35° 48′ 16″ N, 88° 46′ 36″ W                                                 | Medina   |              |
| 9     | Oakland Cemetery                        |                          | 2007 ID-Nr. 07000186 | 800 Brownsville Street 35° 58′ 17″ N, 88° 56′ 40″ W                                         | Trenton  |              |
| 10    | Peabody High School                     |                          | 1984 ID-Nr. 84000326 | South College Street 35° 58′ 10″ N, 88° 56′ 31″ W                                           | Trenton  |              |
| 11    | Senter-Rooks House                      |                          | 1980 ID-Nr. 80003797 | 2227 Main Street 35° 49′ 15″ N, 88° 54′ 22″ W                                               | Humboldt |              |
| 12    | Skullbone Store                         | Skullbone Store          | 1999 ID-Nr. 99001369 | 1 Shade's Bridge Road 36° 5′ 2″ N, 88° 45′ 41″ W                                            | Bradford |              |
| 13    | Col. Robert Z. Taylor House             |                          | 1982 ID-Nr. 82003970 | 1008 South College Street 35° 58′ 5″ N, 88° 56′ 31″ W                                       | Trenton  |              |
| 14    | Trenton Historic District               |                          | 1982 ID-Nr. 82003971 | Abgegrenzt durch High Street, College Street und Church Street 35° 58′ 34″ N, 88° 56′ 30″ W | Trenton  |              |
| 15    | Union Central School                    |                          | 1985 ID-Nr. 85001490 | Union Central Road 35° 57′ 54″ N, 88° 47′ 4″ W                                              | Milan    |              |
| 16    | US Post Office                          |                          | 1987 ID-Nr. 87001169 | 382 South Main Street 35° 55′ 2″ N, 88° 45′ 51″ W                                           | Milan    |              |
| 17    | US Post Office                          | US Post Office           | 1988 ID-Nr. 88001576 | 200 South College Street 35° 58′ 55″ N, 88° 56′ 30″ W                                       | Trenton  |              |